# Список столиць Олімпійських ігор

## Столиці Олімпійських ігор
| Рік  | Місто                   | Країна           | Континент            | Ігри   | Церемонія відкриття | Церемонія закриття | Прим.  |
| ---- | ----------------------- | ---------------- | -------------------- | ------ | ------------------- | ------------------ | ------ |
| 1896 | Афіни                   | Греція           | Європа               | Літні  | 6 квітня 1896       | 15 квітня 1896     | [ 1 ]  |
| 1900 | Париж                   | Франція          | Європа               | Літні  | 14 травня 1900      | 28 жовтня 1900     | [ 2 ]  |
| 1904 | Сент-Луїс               | США              | Північна Америка     | Літні  | 1 липня 1904        | 23 листопада 1904  | [ 3 ]  |
| 1906 | Афіни                   | Греція           | Європа               |        |                     |                    |        |
| 1908 | Лондон                  | Велика Британія  | Європа               | Літні  | 27 квітня 1908      | 31 жовтня 1908     | [ 4 ]  |
| 1912 | Стокгольм               | Швеція           | Європа               | Літні  | 5 травня 1912       | 27 липня 1912      | [ 5 ]  |
| 1916 | Берлін                  | Німецька імперія | Європа               |        |                     |                    |        |
| 1920 | Антверпен               | Бельгія          | Європа               | Літні  | 20 квітня 1920      | 12 вересня 1920    | [ 6 ]  |
| 1924 | Шамоні                  | Франція          | Європа               | Зимові | 25 січня 1924       | 5 лютого 1924      | [ 7 ]  |
| 1924 | Париж                   | Франція          | Європа               | Літні  | 4 травня 1924       | 27 липня 1924      | [ 8 ]  |
| 1928 | Санкт-Моріц             | Швейцарія        | Європа               | Зимові | 11 лютого 1928      | 19 лютого 1928     | [ 9 ]  |
| 1928 | Амстердам               | Нідерланди       | Європа               | Літні  | 17 травня 1928      | 12 серпня 1928     | [ 10 ] |
| 1932 | Лейк-Плесід             | США              | Північна Америка     | Зимові | 4 лютого 1932       | 15 лютого 1932     | [ 11 ] |
| 1932 | Лос-Анджелес            | США              | Північна Америка     | Літні  | 30 липня 1932       | 14 серпня 1932     | [ 12 ] |
| 1936 | Гарміш-Партенкірхен     | Третій Рейх      | Європа               | Зимові | 6 лютого 1936       | 16 лютого 1936     | [ 13 ] |
| 1936 | Берлін                  | Третій Рейх      | Європа               | Літні  | 1 серпня 1936       | 16 серпня 1936     | [ 14 ] |
| 1940 | Саппоро                 | Японія           | Азія                 |        |                     |                    |        |
| 1940 | Токіо                   | Японія           | Азія                 |        |                     |                    |        |
| 1944 | Кортіна-д'Ампеццо       | Італія           | Європа               |        |                     |                    |        |
| 1944 | Лондон                  | Велика Британія  | Європа               |        |                     |                    |        |
| 1948 | Санкт-Моріц             | Швейцарія        | Європа               | Зимові | 30 січня 1948       | 8 лютого 1948      | [ 15 ] |
| 1948 | Лондон                  | Велика Британія  | Європа               | Літні  | 29 липня 1948       | 14 серпня 1948     | [ 16 ] |
| 1952 | Осло                    | Норвегія         | Європа               | Зимові | 14 лютого 1952      | 25 лютого 1952     | [ 17 ] |
| 1952 | Гельсінкі               | Фінляндія        | Європа               | Літні  | 19 липня 1952       | 3 серпня 1952      | [ 18 ] |
| 1956 | Кортіна-д'Ампеццо       | Італія           | Європа               | Зимові | 26 січня 1956       | 5 лютого 1956      | [ 19 ] |
| 1956 | Мельбурн                | Австралія        | Австралія і Океанія  | Літні  | 22 листопада 1956   | 8 грудня 1956      | [ 20 ] |
| 1960 | Скво-Веллі              | США              | Північна Америка     | Зимові | 18 лютого 1960      | 28 лютого 1960     | [ 21 ] |
| 1960 | Рим                     | Італія           | Європа               | Літні  | 25 серпня 1960      | 11 вересня 1960    | [ 22 ] |
| 1964 | Інсбрук                 | Австрія          | Європа               | Зимові | 29 січня 1964       | 9 лютого 1964      | [ 23 ] |
| 1964 | Токіо                   | Японія           | Азія                 | Літні  | 10 жовтня 1964      | 24 жовтня 1964     | [ 24 ] |
| 1968 | Гренобль                | Франція          | Європа               | Зимові | 6 лютого 1968       | 18 лютого 1968     | [ 25 ] |
| 1968 | Мехіко                  | Мексика          | Північна Америка     | Літні  | 12 жовтня 1968      | 27 жовтня 1968     | [ 26 ] |
| 1972 | Саппоро                 | Японія           | Азія                 | Зимові | 3 лютого 1972       | 13 лютого 1972     | [ 27 ] |
| 1972 | Мюнхен                  | ФРН              | Європа               | Літні  | 26 серпня 1972      | 11 вересня 1972    | [ 28 ] |
| 1976 | Інсбрук                 | Австрія          | Європа               | Зимові | 4 лютого 1976       | 15 лютого 1976     | [ 29 ] |
| 1976 | Монреаль                | Канада           | Північна Америка     | Літні  | 17 липня 1976       | 1 серпня 1976      | [ 30 ] |
| 1980 | Лейк-Плесід             | США              | Північна Америка     | Зимові | 13 лютого 1980      | 24 лютого 1980     | [ 31 ] |
| 1980 | Москва                  | СРСР             | Європа               | Літні  | 19 лютого 1980      | 3 серпня 1980      | [ 32 ] |
| 1984 | Сараєво                 | Югославія        | Європа               | Зимові | 8 лютого 1984       | 19 лютого 1984     | [ 33 ] |
| 1984 | Лос-Анджелес            | США              | Північна Америка     | Літні  | 28 липня 1984       | 12 серпня 1984     | [ 34 ] |
| 1988 | Калгарі                 | Канада           | Північна Америка     | Зимові | 13 лютого 1988      | 28 лютого 1988     | [ 35 ] |
| 1988 | Сеул                    | Південна Корея   | Азія                 | Літні  | 17 вересня 1988     | 2 жовтня 1988      | [ 36 ] |
| 1992 | Альбервіль              | Франція          | Європа               | Зимові | 8 лютого 1992       | 23 лютого 1992     | [ 37 ] |
| 1992 | Барселона               | Іспанія          | Європа               | Літні  | 25 липня 1992       | 9 серпня 1992      | [ 38 ] |
| 1994 | Ліллегаммер             | Норвегія         | Європа               | Зимові | 12 лютого 1994      | 27 лютого 1994     | [ 39 ] |
| 1996 | Атланта                 | США              | Північна Америка     | Літні  | 19 липня 1996       | 4 серпня 1996      | [ 40 ] |
| 1998 | Наґано                  | Японія           | Азія                 | Зимові | 7 лютого 1998       | 22 лютого 1998     | [ 41 ] |
| 2000 | Сідней                  | Австралія        | Австралія і Океаніія | Літні  | 15 вересня 2000     | 1 жовтня 2000      | [ 42 ] |
| 2002 | Солт-Лейк-Сіті          | США              | Північна Америка     | Зимові | 8 лютого 2002       | 24 лютого 2002     | [ 43 ] |
| 2004 | Афіни                   | Греція           | Європа               | Літні  | 13 серпня 2004      | 29 серпня 2004     | [ 44 ] |
| 2006 | Турин                   | Італія           | Європа               | Зимові | 10 лютого 2006      | 26 лютого 2006     | [ 45 ] |
| 2008 | Пекін                   | КНР              | Азія                 | Літні  | 8 серпня 2008       | 24 серпня 2008     | [ 46 ] |
| 2010 | Ванкувер                | Канада           | Північна Америка     | Зимові | 12 лютого 2010      | 28 лютого 2010     | [ 47 ] |
| 2012 | Лондон                  | Велика Британія  | Європа               | Літні  | 27 липня 2012       | 12 серпня 2012     | [ 48 ] |
| 2014 | Сочі                    | Росія            | Європа               | Зимові | 7 лютого 2014       | 23 лютого 2014     | [ 49 ] |
| 2016 | Ріо-де-Жанейро          | Бразилія         | Південна Америка     | Літні  | 5 серпня 2016       | 21 серпня 2016     | [ 50 ] |
| 2018 | Пхьончхан               | Південна Корея   | Азія                 | Зимові | 9 лютого 2018       | 25 лютого 2018     | [ 51 ] |
| 2020 | Токіо                   | Японія           | Азія                 | Літні  | 24 липня 2020       | 9 серпня 2020      |        |
| 2022 | Пекін                   | КНР              | Азія                 | Зимові | 4 лютого 2022       | 20 лютого 2022     |        |
| 2024 | Париж                   | Франція          | Європа               | Літні  | 26 липня 2024       | 11 серпня 2024     |        |
| 2026 | Мілан Кортіна-д'Ампеццо | Італія           | Європа               | Зимові |                     |                    |        |
| 2028 | Лос-Анджелес            | США              | Північна Америка     | Літні  |                     |                    |        |

## Статистика

### Міста
| Місто             | Держава         | Літні            | Зимові     | Загалом |
| ----------------- | --------------- | ---------------- | ---------- | ------- |
| Лондон            | Велика Британія | 1908, 1948, 2012 | —          | 3       |
| Париж             | Франція         | 1900, 1924, 2024 | —          | 2       |
| Санкт-Моріц       | Швейцарія       | —                | 1928, 1948 | 2       |
| Інсбрук           | Австрія         | —                | 1964, 1976 | 2       |
| Лейк-Плесід       | США             | —                | 1932, 1980 | 2       |
| Лос-Анджелес      | США             | 1932, 1984, 2028 | —          | 2       |
| Афіни             | Греція          | 1896, 2004       | —          | 2       |
| Токіо             | Японія          | 1964, 2020       | —          | 1       |
| Пекін             | КНР             | 2008             | 2022       | 1       |
| Кортіна-д'Ампеццо | Італія          | —                | 1956, 2026 | 1       |

### Країни
| Країна          | Літні                        | Зимові                 | Загалом |
| --------------- | ---------------------------- | ---------------------- | ------- |
| США             | 1904, 1932, 1984, 1996, 2028 | 1932, 1960, 1980, 2002 | 8       |
| Франція         | 1900, 1924, 2024             | 1924, 1968, 1992       | 5       |
| Велика Британія | 1908, 1948, 2012             | —                      | 3       |
| Італія          | 1960                         | 1956, 2006, 2026       | 3       |
| Канада          | 1976                         | 1988, 2010             | 3       |
| Японія          | 1964, 2020                   | 1972, 1998             | 3       |
| Австралія       | 1956, 2000                   | —                      | 2       |
| Австрія         | —                            | 1964, 1976             | 2       |
| Греція          | 1896, 2004                   | —                      | 2       |
| Норвегія        | —                            | 1952, 1994             | 2       |
| Південна Корея  | 1988                         | 2018                   | 2       |
| Швейцарія       | —                            | 1928, 1948             | 2       |
| Бельгія         | 1920                         | —                      | 1       |
| Бразилія        | 2016                         | —                      | 1       |
| Іспанія         | 1992                         | —                      | 1       |
| КНР             | 2008                         | 2022                   | 1       |
| Мексика         | 1968                         | —                      | 1       |
| Нідерланди      | 1928                         | —                      | 1       |
| Росія           | —                            | 2014                   | 1       |
| СРСР            | 1980                         | —                      | 1       |
| Фінляндія       | 1952                         | —                      | 1       |
| Швеція          | 1912                         | —                      | 1       |
| Югославія       | —                            | 1984                   | 1       |